# Dalma Maradona
Dalma Nerea Maradona (Buenos Aires, 2 de abril de 1987) es una actriz argentina.

## Biografía
Dalma nació el 2 de abril de 1987 en la Clínica del Sol, en la ciudad de Buenos Aires. Es la primera hija de Claudia Villafañe y Diego Maradona. 
Su padre jugaba en el club Società Sportiva Calcio Napoli de la ciudad de Nápoles. También vivió algún tiempo en la ciudad española de Sevilla por la misma razón. A los seis años, regresó a Buenos Aires a vivir con su abuela, ya que no se sentía cómoda en España.
Comenzó su formación en actuación en la escuela de Hugo Midón. Tras una exhaustiva selección logró ser una de las cien aspirantes en entrar al Instituto Universitario de Arte (IUNA)[cita requerida]. En 2011, se recibió de Licenciada en Actuación en esa casa de estudios.
Fue al colegio Saint Edward's College, en la ciudad de Vicente López.

### Vida personal
En 2018 contrajo matrimonio con Andrés Caldarelli, tras cinco años de noviazgo. 
Tienen dos hijas: Roma, nacida en 2019,
y Azul, nacida en 2022.

## Carrera actoral
Dalma inició su carrera en 1997, a los nueve años, en la serie de televisión infantil Cebollitas, que contaba la historia de un grupo de niños jugadores de fútbol en un club de barrio donde interpretó el papel de Sofía. En 2003, grabó escenas para un capítulo del unitario "Hospital Público" que salió al aire por la pantalla de América TV interpretando el papel de una adolescente embarazada que llega a la guardia de un hospital con contracciones.
Tiempo después, en 2005, debuta en teatro con la obra infantil "Caperucita y el lobo" en el Teatro Broadway de la Avenida Corrientes. En 2008, tuvo su debut cinematográfico en la película La Rabia, dirigida por Albertina Carri.

## Filmografía

### Televisión
| Año         | Título                      | Personaje                       | Notas                          | Canal            |
| ----------- | --------------------------- | ------------------------------- | ------------------------------ | ---------------- |
| 1997 - 1998 | Cebollitas                  | Sofía                           | Protagonista infantil          | Telefe           |
| 2000        | Calientes                   | Brunella                        | Recurrente                     | Canal 13         |
| 2001        | Cancheritos                 | Galaxia                         | Protagonista infantil          | América TV       |
| 2001        | PH, propiedad horizontal    | Rosana                          | Recurrente                     | Azul Televisión  |
| 2003        | Hospital público            | Sol                             | Participación especial         | América TV       |
| 2004 - 2005 | Los Roldán                  | Laura "Laurita"                 | Participación especial         | Telefe / Canal 9 |
| 2005        | Quinto mandamiento          | Ernestina                       | Episodio: "Desarmadero"        | América TV       |
| 2006        | El refugio                  | Cecilia                         | Recurrente                     | Canal 13         |
| 2006        | Casados con hijos           | Chechu                          | Episodio: "Recursos inhumanos" | Telefe           |
| 2008        | Socias                      | Mariana                         | Participación especial         | Canal 13         |
| 2011        | El pacto                    | Graciela Olmos                  | Elenco principal               | América TV       |
| 2012 - 2015 | Presentes                   | Natalia "Natu" Suárez           | Elenco principal               | Encuentro        |
| 2012        | Mi problema con las mujeres | Marina                          | Participación especial         | Telefe           |
| 2012        | 23 pares                    | Luciana                         | Participación especial         | Canal 9          |
| 2013        | Los Grimaldi                | Daniela                         | Participación especial         | Canal 9          |
| 2014 - 2015 | Guapas                      | Verónica "Lavalle" Cuello       | Antagonista                    | Canal 13         |
| 2017        | Fanny la fan                | Carmen                          | Participación especial         | Telefe           |
| 2019        | Campanas en la noche        | Sharon Fandiño / Jimena Fandiño | Elenco principal               | Telefe           |
| 2020        | La persuasión               | María "Mery"                    | Elenco principal               | TV Pública       |
| 2022        | El marginal                 | Ana Borges                      | Participación especial         | Netflix          |

### Cine
| Año  | Película                     | Personaje     | Dirección               | País                                       |
| ---- | ---------------------------- | ------------- | ----------------------- | ------------------------------------------ |
| 2008 | La rabia                     | Mercedes      | Albertina Carri         | Bandera de Argentina                       |
| 2010 | La mosca en la ceniza        | Inés / Vanesa | Gabriela David          | Bandera de Argentina                       |
| 2010 | La venganza de Ira Vamp      | Dorine        | Álvaro Saénz de Heredia | Bandera de España                          |
| 2011 | Orillas                      | Elisa         | Pablo César             | Bandera de Argentina                       |
| 2011 | El abismo... todavía estamos | Mariana       | Pablo Yotich            | Bandera de Argentina · Bandera de Paraguay |
| 2012 | Cuatro de copas              | Fátima        | Pablo Yotich            | Bandera de Argentina                       |
| 2014 | Fermín                       | Mabel         | Hernán Findling         | Bandera de Argentina                       |
| 2018 | El azote del diablo          | María         | Gabriel Grieco          | Bandera de Argentina                       |

### Otros trabajos
| Año  | Título              | Rol                      | Notas                              | País                                     |
| ---- | ------------------- | ------------------------ | ---------------------------------- | ---------------------------------------- |
| 2011 | La muerte de un pez | Julia                    | Cortometraje                       | Bandera de Argentina                     |
| 2015 | Maradona, un 10     | Ella misma               | Cortometraje dedicado a su padre   | Bandera de Argentina · Bandera de España |
| 2023 | La hija de dios     | Protagonista / Narradora | Docu-serie de su vida para HBO Max | Bandera de Argentina                     |
| 2024 | #AngelResponde      | Coconductora             | Streaming de Bondi Life            | Bandera de Argentina                     |

## Programas
| Año         | Programa              | Canal    | Rol          | Notas                         |
| ----------- | --------------------- | -------- | ------------ | ----------------------------- |
| 2006        | Bailando por un sueño | Canal 13 | Participante | 3.ª eliminada                 |
| 2013 - 2014 | Fans en Vivo          | FWTV     | Conductora   |                               |
| 2020        | MasterChef Celebrity  | Telefe   | Invitada     | Ayudante de Claudia Villafañe |
| 2022        | ¿Quién es la máscara? | Telefe   | Sapa Mansa   | 17.ª desenmascarada           |

## Radio
| Año         | Título          | Radio       | Rol          |
| ----------- | --------------- | ----------- | ------------ |
| 2018        | Un chino        | Radio Blue  | Conductora   |
| 2021 - 2023 | Un día perfecto | Radio Metro | Coconductora |